# Heacham

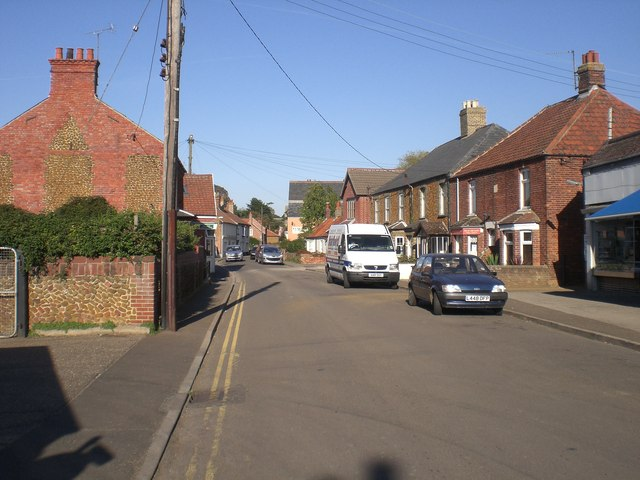
Główna ulica w Heacham

Heacham – wieś w Anglii, w hrabstwie Norfolk, w dystrykcie King’s Lynn and West Norfolk. Leży 63 km na północny zachód od Norwich i 161 km na północ od Londynu.
W 2001 miejscowość liczyła 4707 mieszkańców.